# Plagioecia reticuloides
Plagioecia reticuloides är en mossdjursart som beskrevs av Canu och Bassler 1929. Plagioecia reticuloides ingår i släktet Plagioecia och familjen Plagioeciidae. Inga underarter finns listade i Catalogue of Life.